# シュワイザー・エアクラフト
シュワイザー・エアクラフト（Schweizer Aircraft ）はアメリカ合衆国の航空機メーカー。本社はニューヨーク。グライダーとヘリコプターを主力製品としている。2004年からはシコルスキー・エアクラフトの子会社となっている。
1930年代にグライダーを開発したのが始まりであり、アメリカ合衆国でも古参の航空機メーカーとなっている。元々はグライダーのメーカーとして名を馳せたメーカーであり多くの名機を生み出してきた。往年の機体は現在でも愛好家の手によって整備され飛行されている。

## 主な製品

### グライダー
- SGS 1-26
- SGS 2-32

### ヘリコプター
- シュワイザー 300：旧称 ヒューズ 300
- シュワイザー 330（英語版）：シュワイザー 300の大幅な改良型。

## アグキャット

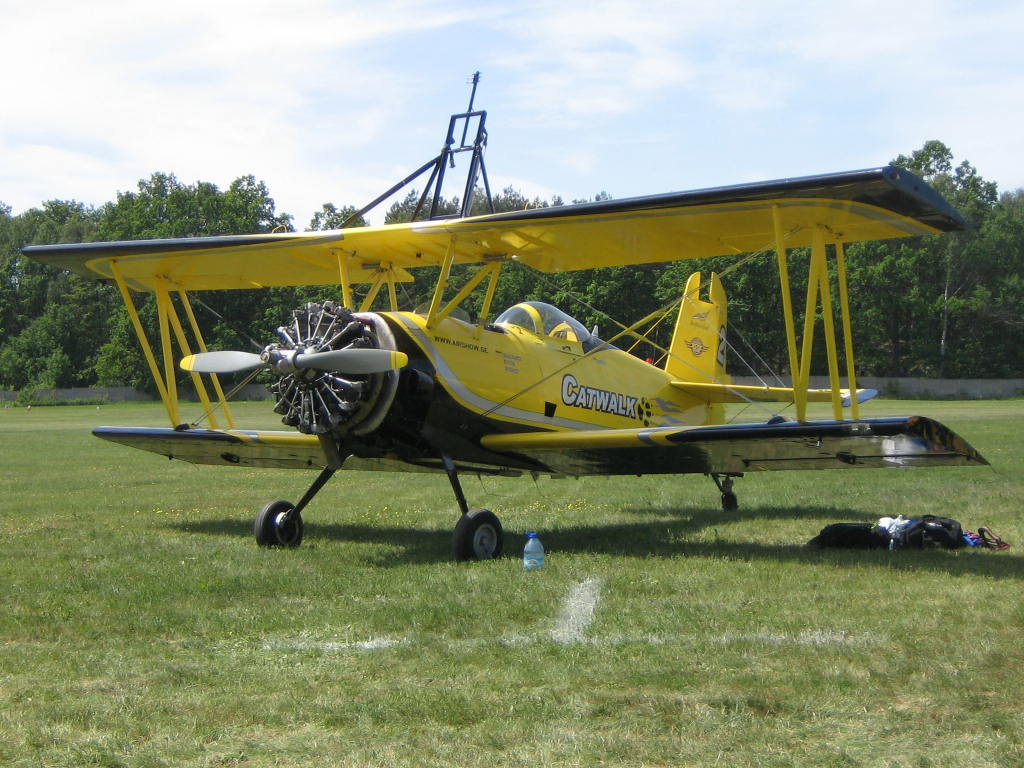
シュワイザー・アグキャット

シュワイザーはグラマン社が1950年代に開発した複葉単座の農業機であるグラマン アグキャットの生産を引き継いで1957年から1983年まで生産した。その間、シュワイザー社は2,455機生産した。
シュワイザー社は1981年設計と生産の権利を購入して名前を『シュワイザー・アグキャット』に変えて生産を続けた。1995年、シュワイザー社はアグキャットの権利をテキサス州マルデンのAg-Cat Corp.に売却した。 2001年、2月に設計はアーカンソー州ウォールナットリッジのAllied Ag-Cat Productions Inc. に売却された。Allied Ag-Catは新しい航空機の生産は行わず関連会社は大規模なアグキャットの運行を行っている。
基本的な機体構造は多くの安全性の技術革新が組み込まれていて、農薬を散布する為に外気を吸い込まないように操縦室は加圧されている。

## その他
ノースロップ・グラマン、ライアン・エアロノーティカルと共同でMQ-8 ファイア・スカウト無人ヘリコプターを開発した。
現在はシコルスキー社の同軸反転ローターと推進式プロペラ併用のシコルスキー X2の開発にも参加している。

## 現在の製品
現在は300C、300CBiと333を生産している。